# Вілька-Підгородненська
Вілька-Підгородненська — село в Україні, у Ковельському районі Волинської області. Входить до складу Любомльської ОТГ. Населення становить 67 осіб.

## Назва
Раніше село називалось Вілька-Підгороднянська. Назва була уточнена у період з 1979 по 1986 рр.
Колишня назва Вулька Подгородненская (рос.)

## Історія
До 4 серпня 2017 року село підпорядковувалось Підгородненській сільській раді Любомльського району Волинської області.
19 липня 2020 року, в результаті адміністративно-територіальної реформи та ліквідації Любомльського району, громада увійшла до складу Ковельського району.

## Населення
Згідно з переписом УРСР 1989 року чисельність наявного населення села становила 102 особи, з яких 45 чоловіків та 57 жінок.
За переписом населення України 2001 року в селі мешкало 67 осіб. 100 % населення вказало своєю рідною мовою українську мову.